# Otec, syn a host svatý
Otec, syn a host svatý (v anglickém originále The Father, the Son and the Holy Guest Star) jsou 21. díl 16. řady (celkem 356.) amerického animovaného seriálu Simpsonovi. Scénář napsal Matt Warburton a díl režíroval Michael Polcino. V USA měl premiéru dne 15. května 2005 na stanici Fox Broadcasting Company a v Česku byl poprvé vysílán 18. listopadu 2007 na stanici ČT2.

## Děj
Springfieldská základní škola pořádá středověký festival. Všichni žáci dostanou role: Líza je královna, Martin je král a Bart je bednář. Bart je ze své role naštvaný a všichni se k němu chovají hrozně. Proti své vůli je školník Willie vybrán, aby hrál vesnického idiota; ve snaze pomstít se Willie vypustí z koláče stovky krys. Obviněn je z toho Bart a je vyloučen ze školy. Po prohlídce jiných škol se Marge rozhodne zapsat Barta do Katolické školy svatého Jeronýma. Tam se Bartův rebelský postoj setkává s nelibostí. 
Při držení slovníků za trest se Bart seznámí s otcem Seanem, který konvertoval ke katolicismu poté, co mu svatý Petr řekl, aby se kál. Je Bartovi sympatický a dá mu komiks o svatých, do kterého je vtažen. Marge začne být znepokojena Bartovým zájmem o katolickou církev kvůli katolickému zákazu antikoncepce. Homer se vydá do školy, aby se konfrontoval s otcem Seanem, ale po obsáhlé zpovědi se rozhodne konvertovat ke katolicismu i kvůli snadnému odpuštění svých hříchů. Když Bart a Homer uvažují o vstupu do církve, Marge (v obavě, že by mohla zůstat v protestantském nebi sama) hledá pomoc u reverenda Lovejoye a Neda Flanderse, kteří souhlasí s jejich návratem. Zatímco se učí o prvním přijímání, Marge, Lovejoy a Ned zajmou Barta. 
Na cestě se Marge, Ned a Lovejoy snaží přivést Barta zpět k „jediné pravé víře“: západní větvi amerického reformního presbyluteránství. Doma Líza souhlasí s Homerovým a Bartovým přáním připojit se k nové víře a prozradí, že Marge bere Barta na festival protestantské mládeže. Na festivalu se Marge nepodaří uplatit Barta křesťanským rockem Quiet Riot. Ten však souhlasí poté, co si zahraje paintball. Homer a otec Sean přijíždějí s motorkou a pouštějí se do mexického střetu s Nedem a Lovejoyem. Bart se vysmívá svárům mezi různými formami křesťanství a vysvětluje, že hlouposti, na kterých se neshodnou, nejsou nic ve srovnání s hloupostmi, na kterých se shodnou. Obě skupiny se dohodnou, že budou bojovat proti monogamním homosexuálům a kmenovým buňkám, a vezmou si Bartův nápad k srdci. Epizoda pak přeskočí o 1000 let do budoucnosti, kdy je Bart považován za posledního božího proroka. Lidstvo vede válku o to, zda Bartovo učení bylo o lásce a toleranci, nebo o porozumění a míru (a zda ho Milhouse zradil).

## Přijetí
Ve Spojených státech díl během premiéry sledovalo 9,69 milionu diváků.
Robert Canning, Eric Goldman, Dan Iverson a Brain Zormski z IGN označili tuto epizodu za nejlepší díl 16. řady. Považovali ji za skvělý díl, jenž se zabýval citlivým tématem náboženské tolerance, a uvedli, že „díky odvážnému příběhu si nemůžeme nevzpomenout na dobu, kdy Simpsonovi byli ostrým hipsterským pořadem, který si často posvítil na kulturní komplexy“. Podle nich by bylo ideální, kdyby takových epizod bylo více.
L'Osservatore Romano, vatikánský deník, epizodu pochválil za to, že se zabývá otázkami křesťanské víry a náboženství.
Patrick D. Gaertner ze serveru Puzzled Pagan napsal: „Tento díl není špatný. Má spoustu zajímavých nápadů, a i když mi nepřipadá nijak zvlášť vtipný, na toto období je o. k. Nejsem fanouškem organizovaného náboženství nebo epizod, které se na něj dívají v příliš příznivém světle, a i když tato epizoda rozhodně spadá do tohoto tábora, je zde alespoň nahozeno několik zajímavých nápadů. Máme tu protivnou Marge, která nechce, aby někdo myslel jinak než ona, což mě vždycky štve, ale dějí se tu i zajímavější teologické věci. Technicky vzato je moje rodina katolická, ale já jsem byl jen na jedné bohoslužbě, kterou nebyla svatba nebo pohřeb, a tam šlo jen o to, jak chce církev víc peněz. Takže toho o víře moc nevím. Ale díky všemu, co jsem se o křesťanství dozvěděl, jsem si uvědomil, že Bart je v tomto díle na místě. Chápu, že existují politické a historické důvody, proč má křesťanství desítky různých sekt, které se od sebe sotva zdánlivě liší, ale mně to připadá naprosto směšné. Když se to rozmělní, je to všechno jedno a to samé a vypadá to, že sekty existují jen proto, že se lidé rádi o něco perou. Ten konec, kdy lidé vedou válku o to, který přátelský pojem Bart hlásá, není nová myšlenka, ale myslím, že je naprosto přesná. Nejsem příznivcem náboženství a myslím si, že má na svědomí víc svárů než užitku na tomto světě, ale také vím, že kdybychom ho nějak zrušili, lidé by si prostě našli nějaký jiný důvod, proč svévolně nenávidět jiné lidi. Tak jsme prostě zřejmě nastaveni. Ale to je všechno trochu těžké, takže jako závěrečnou poznámku jen řeknu, že tento díl je v pořádku, zaměřuje se na některé zajímavé teologické otázky a samozřejmě končí způsobem, který znamená, že o Homerově a Bartově katolictví už nikdy nebudeme mluvit.“.
Matt Warburton byl za scénář k této epizodě nominován na Cenu Sdružení amerických scenáristů za vynikající scénář k animovanému dílu na 58. ročníku těchto cen.